# Медицинско снабдевање и апотекарски рад у српској војсци 1914—1918.
Медицинско снабдевање и апотекарски рад у српској војсци 1914—1918. уз одговарајућу кадровску попуњеност, било је основни чинилац ефикасности и успешности војног санитета у Првом светском рату. 
Краљевина Србија ратовала је против Аустроугарске и других Централних сила од 28. јула 1914. када јој је аустроугарска влада објавила рат па све до капитулације Аустроугарске 3. новембра 1918. године. Прве године рата Србија је потукла аустроугарску Балканску војску. Наредне године њена војска суочила се са Тројном инвазијом. Не желећи да се преда српска војска се повукла преко Албаније. Тако је почела албанска голгота у току које је српска војска и њена Влада, заједно са једним делом становништва евакуисана на Крф и Северну Африку, где се одморила, залечила ране, наоружала, опремила и реорганизовала. Потом је пребачена на Солунски фронт где је већ 1916. године забележила прве војне успехе. Захваљујући српским војним победама и дипломатији створена је Краљевина Срба, Хрвата и Словенаца.
У овом најстрашнијем тренутку за српску војску, у Првом светском рату, војни санитет дејствовао је све време повлачећи се, прво по целој Србији, а потом по снегом окованим врлетима Албаније и Црне Горе, глибовима дивљег албанског приморја и у бродовима по валовитом Јонском мору све до доласка на острво „спасења“, Крф. На Грчком тлу, усред помора, у „лавовојској борби“ против хаоса, српски војни санитет је несебично жртвујући своје људске ресурсе, уједно био на путу ка сопственој обнови у изгнанству, која је условила реорганизацију српског војног санитета. Њено ново устројство, настало на Грчком тлу уз помоћ савезника, управо, до краја рата биће „база ратног санитета“ Српске војске, до повратка у Србију.
Српска војска иако оптерећена бројним организационим проблемима и ратним дејствима, успела је да у крајње неповољним условима достигне задовољавајућу опремљеност и снабдевеност и тиме у значајној мери умањи последице тешких санитетских губитака. Томе су свакако допринекла напредна схватања појединаца који ће и и после ратног периода приступи развоју модерне санитетске опреме и средстава заштите од последица употребе модерних, разорних борбених средстава. у новоформираној Краљевини Југославији.

## Предуслови за настанак и развој медицинског снабдевања у Кнежевини Србији
Прве војне јединице у Србији створене су у Првом српском устанку 1804. године. То је била чисто народна војска, јер је свака кућа по потреби и могућности, давала изнестан број војника који су ратовали „о свом руху и круху”, и о чијем лечењу су се бринули, народни видари и њихове породице. Војне старешине су биле старешине одређених кнежевина и нахија, у ствари најимућнији сељаци: у нахијама војводе, батаљонима су командовале подвојводе, а четама капетани и буљубаше.
У другом устанку није битно измењена организација војске. У Србији није било стајаће војске све до 1825. године. Тада непосредно после Ђакове буне, кнез Милош је наредио да се из свих нахија, из имућнијнх породица, сакупи 1.147 младића; од њих су формиране прве јединице стајаће војске. Стајаћа војска је живела у касарнама и примала плату, а потпадала је под „Попечитељство внутрених дјела”, што јасно указује на њену претежно полицијску улогу.
Кнез Михаило је интензивно радио на организовању народне војске, у духу спољно-политичких аспирација, јер је он себи поставио задатак да ослободи од Осмалијске царевине и присаједини Србији све неослобођене српске области. Тај задатак није могла да реализује стајаћа војска од око 3.500 људи, колико је тада бројала, а економске прилике земље нису дозвољавале да се њен број повећа.

Први подаци о набавкама ратне санитетске опреме у Српској војсци потичу из 1848. године. Војна фармакопеја је направљена 1863. године, по моделу аустријске фармакопеје из 1859. године. Прва организованија припрема опреме одговарајућег квантитета и квалитета везује се за 1853. и 1854. годину. Први „Правилник о уређењу војне апотекарске струке“, донет 1862. године, предвиђао је да Главни депо лекова и прибора буде при Војној апотеци у Београду, који је требало да обезбеђује снабдевање српске војске у миру и евентуалном будућем рату, а ратова је у наредним деценијама с краја 19. века и с почетка 20. века било неколико.
То је значи да је уочена разлика у односу на опремање установа у миру и да ратно опремање има своје специфичности и захтеве. Основни захтев био је да се обезбеди покретљивост (мобилност), одговарајуће паковање и количина, који обезбеђују аутономност у одређеном периоду.
На основу извештаја др Енриха Линдермајера о санитетској струци у Србији, види се да је у целој српској војсци постојала само једна апотека, и то у Београдској војној болници. Собзиром да војска није имала своје апотеке, осим при војним болницама, у снабдевању војска се ослањала на Правителствену апотеку и рад њеног управник мр пх Павле Илић. Ова апотека је у периоду 1836-1839. године, редовно снабдевала војску у својству „дворске и војене апотеке“. Касније, све док није продата (1829 год.) и прешла у руке приватника (1859. год.), Правителствена апотека је била главни снабдевач војске лековима. За потребе војног санитета, ова апотека је 1853. године набавлила шест пољских апотека од којих је свака била смештена у два специјална сандука, као и шест сандука са хируршким инструментима. У свакој од ових пољских апотека налазили су се лекови који су били на латинском, док су апотекарски прибор, хируршки инструменти и канцеларијски материјал били на српском.
Уследили су српско—турски ратови 1876/77. и 1877/78. године и српско—бугарски рат 1885, који су у сектору снабдевања указали на одређене недостатке који су могли да се отклоне у мирнодопском периоду од 1886—1912. године, када су наступили балкански ратови а убрзо и Први светски рат 1914. године. Пре Балканског рата (1912), Србија је имала 89 апотека и 120 апотекара.
Рат против Турске 1876—78. године показао је све њене слабости. Било је јасно да се ослобођење од Турака може постићи само савремено организованом, обученом и добро опремљеном војском. Тако су већ 1883. године предузете мере да се војска реорганизује и модернизује. Законом о устројству војске (од јануара те године) предвиђено је да Србија уместо народне војске добије стајаћу војску јачине 100.000 бораца. Установљена је општа војна обавеза за све способне грађане од 20 до 50 година, у три позива:
- I позиву (односно у активној војсци), од 20 до 30 година старости
- II позиву, од 30 до 37 година старости
- IIi позиву, од 37 до 50 година старости

Служба у сталном кадру трајала је две године, а скраћени војни рок пет месеци.
Стални успони и падови оспособљености и опремљености санитета дешавали су се периодично: тако је 1901. године, санитет српске војске остао готово без икаквих средстава, јер је пожар уништио Главно санитетско слагалиште и све у њему. Ипак уследио је релативно брз опоравак и на почетку и првим годинама Првог светског рата, српска војска је била доста добро опремљена и снабдевена, посебно 1915. године.

## Стање у војном и грађанском санитетету на почетку Великог рата
Не може се оспорити да је српска војска у рат ушла војнички добро опремљена и морално припремљена. О њеном војничком изгледу страни ратни известиоци су јављали својим земљама, у којима су наводили;...да се српска војска по изгледу и опреми може поредити са савременом европском војском.
Међутим опремање војног санитета ишло је споро, уз отпоре због неразумевања његове стварне улоге и значаја у чувању здравља војника. С краја 19. и у прве деценији 20. века, српски санитет је обновио свој лекарски састав школовањем младих питомаца по европским универзитетима и њиховим усавршавањем, пре свега у области хирургије. Такв став утицао је на запостављање развој неких других специјалности, посебно превентивних. Мада је неколико начелника санитетске службе између 1900. и 1910. покушало да тај пропуст отклони слањем младих лекара у највеће европске центре ради усавршавања у превентивним гранама медицине и оснивањем Пастеровог завода у Нишу, то није помогло да се бар у основи створи солидно језгро превентиве (бактериологија, хигијена, епидемиологија). Велике епидемије у Балканским ратовима а само годину дана касније и у Великом рату показале су колико су ти ставови Врховне команде и Српске Владе били погрешни. Неразумевање је било толико велико да су по повратку са школовања лекари превентивне медицине, распоређивани у трупу, уместо у новоосноване центре за превентивномедицински рад. О штетним последицама таквог става српског војног руководства, који је остао и током Балканских ратова а касније и током Великог рата, најбоље говори овај цитат:
| „ | Владајући став у Србији да су доктори ту „само ради лечења оболелих и рањених“, остао је и даље, што ће се убрзо осветити јер ће у две велике епидемије, колере 1913. и „три тифуса“ 1914/15. године умрети на десетине хиљада војника и преко сто хиљада грађана]. | ” |

### Бројно стање мобилисаног санитетског кадра
За рат против Аустро-Угарске Царевине 1914. године Србија је мобилисала, 532.000 грађана, од тога 409 лекара, међу којима је било 17 жена. Са свега 409 мобилисаних лекара, од тога је 25 било хирурга, 203 медицинара, 190 апотекара и 60 ветеринара, санитетска служба је требало да одговори на све изазове који су јој се наметали. 

#### Бројно стање мобилисаног апотекарског кадра и њихов распоред
Апотекарски кадрови у Србији били су следећи:
| Структура апотекарског кадра | Број | Напомена                                                                                    |
| ---------------------------- | ---- | ------------------------------------------------------------------------------------------- |
| Апотекари                    | 190  | - Војни стални апотекари — 13 - Војни апотекари по уговору — 10 - Грађански апотекари — 167 |
| Апотекарски помоћници        | 60   |                                                                                             |
| Апотекари приправници        | 21   |                                                                                             |

У војсци је било ангажовано: 
| Структура апотекарског кадра                         | Број | Напомена                                                                      |
| ---------------------------------------------------- | ---- | ----------------------------------------------------------------------------- |
| Апотекара                                            | 144  |                                                                               |
| Апотекарских помоћника                               | 42   |                                                                               |
| Апотекарских приправника                             | 16   |                                                                               |
| У позадини нераспоређених јединица                   |      | - апотекара — 46 - апотекарских помоћника — 18 - приправника — 5              |
| Оперативне јединице                                  |      | - апотекара — 57 - апотекарских помоћника — 5 - апотекарских приправника — 1  |
| На бојишном делу                                     |      | - апотекара — 46 - апотекарских помоћника — 24 - апотекарских приправника — 5 |
| Остало у позадинским јединицама (најчешће болницама) |      | - апотекар — 41 - апотекарских помоћника— 13 - апотекарских приправника — 10  |

Према броју мобилисаних апотекара (190) може се оценити да је то био завидан број, чија је улога била видна у организацији медицинског снабдевања, опремању медицинском опремом и, посебно, у апотекама, слагалиштима и у изради лекова.

### Стање обучености војног санитета
Обученост болничара за ратне услове била је незадовољавајућа, а њихов број јако мали. Болничари су се налазили само у пуковским превијалиштима, дивизијским завојиштима и пољским болницама. У позадинским болницама радиле су као болничарке добровољке и болничари трећег позива.
Слабо развијена, школована, готово без средстава и довољног броја кадрова за рад, превентивна служба, која је поред Пастеровог завода у Нишу, имала још само шест специјалиста из области бактериологије и хигијене (који су, истовремено радили и као трупни лекари), није била у стању да отговори свим епидемијскм изазовима који су се пред њу постављали.

### Попуњеност и стање ратне медицинске опреме
Опрема и средства намењена првој помоћи, опште медицинском и хируршком раду на бојишту, по оцени српских и страних хирурга, била је задовољавајућа. Санитетска ратна материјална средства, било које врсте, била су набављена у потребној количини, али неравномерно распоређена, често пакована у гломазне сандуке и недовољно попуњена. Велики проблем био је непостојање санитетских складишта, па се често морало одлазити у Ниш по опрему и материјал. Средства за евакуацију била су неподесна и недовољна.
Сви санитетски цивилни магацини и магацини Црвеног крста били су потпуно испражњени. Црвени крст је једино располагао са 20.000 кревета осталих после балканских ратова, али убрзо се успоставило да је за рат потребно обезбедити најмање 100.000.
Ове и друге пропусте у санитетској служби пратила је и недореченост прописи којим је требало регулисати рад ратне санитетске службу на савременим медицинским принципима који су се већ увелико примењивали у свету. Ипак, уз све наведене пропусте, санитетска служба српске војске се доста добро припремио за будући рат, у периодично позивање и обучавање резервних санитетлија на сваке 2 до 3 године. На то указује и чињеница да је у два балканска рата, Моравска стална војна болница у Нишу која је била на удару борбених дејстава српске војске захваљујући доброј опремљености и попуњености, са новообученим кадром и новим објектима спремно дочекала и поднела главни терет у збрињавању рањеника и болесника.
У Првом балканском рату (у коме је погинуло или рањено релативно мало војника) терет који ке претрпео српски санитет био је знатно лакши, али је зато у Другом балканском рату (који је краће трајао али је био знатно крвавији), „терет“ био знатно већи и захтевнији.

## Медицинско снабдевање и апотекарски рад 1914/15.
Када је већ било јасно да ће Аустроугарска и Немачка напасти Србију са севера и запада, а Бугарска са истока, такорећи са свих страна, Врховна команда и Главна интендантура наредили су да се све војне залихе евакуишу у долину Западне Мораве, а делом и у долину Јужне Мораве. Два дана након што је Аустроугарска објавила рат Србији, већ је било под оружјем око 520.000 војника и официра и то: у оперативној војсци првог и другог позива 400.000 војника, припадника трећег позива и последње одбране 80.000, припадника служби (болнице, војне станице и тд.) је било 30.000, као и 10.000 официра.
Рад српског војног санитета у току прве две године Великог рата обележиле су три значајна периода: велике битке и победе у 1914-ој години, епидемија „три тифуса“ у периоду од новембра 1914. године до јуна 1915.године и повлачење српске војске и народа преко Црне Горе и Албаније до албанског и грчког приморја.
Како је Србија од почетка рата у снабдевању морала да се ослања на своје савезнике, који су могли пружати помоћ само оним што је претицало потребама њихове војске, а дотур је био условљен дугачким комуникацијама (морем, железницом), јасно је да је и исход операција умногоме зависио од тих околности.
Захваљујући околности што су операције српске војске у току 1914/1915. године извођене у сопственој држави и што су у основи биле дефанзивне, исхрана и санитетско снабдевање, иако су вршени са великим тешкоћама, задовољавали су основне потребе.
Опрема и средства намењена првој помоћи, опште медицинском и хируршком раду на бојишту, по оцени српских и страних хирурга, била је задовољавајућа.
У 1914. години санитет је учествовао у четири велике битке — Церска битка, од 2.до 6. августа 1914. године; Сремска операција од 24. августа до 1. септембра 1914. године, Битка на Дрини од 26. августа до 23. октобра 1914. године и Колубарска битка од 24. октобра до 2. децембра 1914. године. У време ових битака пољске болнице и пукови су квантитативно гледано добили све што им је по формацији следовало од санитетске опрема, али квалитативно опрема је била у лошем стању, о чему говори овај цитат:
| „ | Пољска апотека и сандуци са завојним материјалом били су скоро празни, изузев првог завоја кога је било у довољним количинама. Иструменти су били зарђали, пакети са ватом и газом делимично иструлели. Од лекова је било само нешто кинина. Носила уопште није било. | ” |

Иако су санитетска ратна материјална средства, било које врсте, била набављена у потребној количини, она су била неравномерно распоређена, често пакована у гломазне сандуке и недовољно попуњена. Велики проблем био је непостојање санитетских складишта, у северозападном делу Србије, па се често морало одлазити у Ниш по опрему и материјал. Средства за евакуацију била су неподесна и недовољна.
Сви санитетски цивилни магацини и магацини Црвеног крста били су потпуно испражњени. Црвени крст је једино располагао са 20.000 кревета осталих после балканских ратова, али убрзо се испоставило да је за рат потребно обезбедити најмање 100.000.
У току великих битака у Ваљево је стизало свакодневно по више стотина рањеника (некада и по 3.000 рањеника), а десило се неколико пута да је у једном дану довезено 8.000 рањеника и болесника у ваљевске болнице. Без обзира на евакуацију рањеника и болесника у друге болнице у Србији, свакодневно је у ваљевским болницама било на стационарном лечењу и до 7.000 рањеника и болесника, за чије је лечење било потребно обезбедити велике количине санитетског и другог апотеркарског материјала и лекова.
Велики недостатак за српски грађански и војни санитет била је чињеница да је Београд, до рата највећи болнички центар и окосница збрињавања рањеника и болесника у балканским ратовима (када су у њему функционисале 23 резервне болнице), овога пута као погранична варош био изложен борбеним дејствима непријатеља. Његову улогу морали су да преузму Ниш, Крагујевац и Скопље. У београду су остали само болничари неборци, болничарке и болничко особље, неколико жена лекара и лекара неспособних за војну службу из здравствених разлога.

## Медицинско снабдевање и апотекарски рад на Солунском фронту
Фебруара 1916. године, у оквиру припрема за отварање Солунског фронта начелник санитета Врховне команде, др Роман Сондермајер од Штаба Врховне команде тражио је попуну ратне санитетске спреме по формацији јединица. На основу овог захтева попуну јединица и оснивање два санитетска слагалишта извршила је највећим делом Француска — Главног војишног у Солуну и Главног санитетско–апотекарско складиште на Крфу. Главно санитетско–апотекарско на Крфу у свом саставу имало је управу, магацин апотекарског материјала, магацин санитетског материјала и две комисије за пријем и слање апотекарског и санитетског материјала.

И мада је помоћ савезника била драгоцена (без прецизнијег одговора, колико је помоћи стварно добијено а колико је плаћено), добијена санитетска опрема није била најсавременија, а неки њени делови коришћени су у француској кампањи у Африци. На опреми су постојале ознаке „Мадагаскар 1896”. 
Било је и примера да су доброчиниоци као помоћ давали чак и неупотребљив материјал.  У писаним материјалима често се, када се објашњава зашто нешто није урађено, наводи да Србија није имала довољно финансијских средстава!

### Опрема трупног санитета
У опремању трупног нивоа санитетским средствима даван је приоритет, јер се смастрало да трупа трпи највеће санитетске губитке, а рањенике треба збрињавати на лицу места, и што пре враћати у прве борбене редове.
Пешадијско-пуковско одељење
Пешадијско-пуковско-санитетско одељење било је формацијски опремљено апотеком са три сандука, хируршком опремом, такође, у три сандука и са истим бројем сандука завојног материјала. Поред тога, имало је шатор и остали амбулантни материјал и носила, а за преношење коришћене су мазге.
Амбуланте деташованих јединица биле су опремљене са три ранца лекова и материјала, са 12 торбица санитетског материјала, нешто медицинских инструмената и осталог материјала. 
Дивизијско завојиште
Дивизијско завојиште било је опремљено лековима, медицинским инструнментима, завојним материјалом, осталим прибором укључујући и рендген опрему. Лекови и санитетски материјал у дивизији паковани су на следећи начин: 
- 2 велика сандука лекова;
- 1 велики сандук ортопедског прибора;
- 1 велики сандук хируршког прибора;
- 3 велика сандука завојног материјала;
- 3 велика сандука са 32 ранца завојног материјала.

### Кретање бројног стања апотекара
Почетак 1916.
У саставу српске војске на Крфу почетком 1916. године било је у:
- Моравској дивизији I позива, 11 апотекара;
- Моравској дивизији II позива, 5 апотекара;
- Комбинованом одреду 2 апотекара
- Дринској дивизији I позива, 4 апотекара;
- Дринској дивизији II позива, 2 апотекара;
- Дунавској дивизији I позива, 9 апотекара;
- Дунавској дивизији II позива, 5 апотекара;
- Шумадијској дивизији I позива, 9 апотекара;
- Шумадијској дивизији II позива, 10 апотекара;
- Тимочкој дивизији I позива, 4 апотекара;
- Тимочкој дивизији II позива, 5 апотекара;
- Комбинованој дивизији I позива, 8 апотекара;
- Брегалничкој дивизији, 3 апотекара;
- Крајинском одреду, 1 апотекар;
- Ужичком одреду, 2 апотекара;
- Српско – енглеској пољској болници, Битољској сталној болници, Моравској сталној војној болници, командама и другим местима било е још десетак апотекара.[17]

Јануар 1918.
На дан 12.01.1918. године у саставу српеке војске налазило се 145 дипломираних фармацеута и 144 апоте карских помоћника.

### Санитетско снабдевање на Солунском фронту (до пробоја)
Све време трајања рата на Солунском фронту, снабдевање санитетским материјалом и лековима (до пробоја фромта) било је врло добро, захваљујући пожртвованом раду 145 дипломираних фармацеута и 144 апотекарских помоћника. Чија је бројка била импозантна рачунајући да је српска војска имала 120–150 хиљада људи, као и чињенице да је снабдевање и рад вршен у неповољним материјалним условима и у покрету.
Ни у чему није се осећала оскудица; свега је било довољно и достављано на време.
У Солуну била су два француска слагалишта: сани-тетско и апотекарско, а поред њих постојало је и Српско војишно санитетско – апотекарско слагалиште. Сем тога, на самом фронту постојала је нека врста слагалишта уз завојишта, односно пољске болнице.

Из француских слагалишта, као и из српског, снабдевање је прецизирано, по приоритету који је одређивао, које се установе могу да се из њих снабдевати, којим количинама и у ком периоду. Слагалишта су у одређено време слала материјал санитетским установама и јединицама на фронт са својим људима и превозним средствима (принцип „од себе“), изузев у случајевима када се сматрало да је рационалније то чинити по принципу „к себи.“ 
„Лекови, завојни и санитетски материјал добијани су на време из француског слагалишта, преко транзитног магацина“.
 Средства за евакуацију повређених имала су значај и за снабдевање, јер су она коришћена у „повраном транспорту“.

### Санитетско снабдевање након пробоја Солунског фронта
Када су почела дејства за пробој Солунског фронта, настале су и тешкоће у снабдевању, а нарочито касније у операцијама гоњења, кад су јединице одмицале све даље а слагалишта остајала на истим локацијама. Тешкоће у снабдевању пратиле су тешкоће у евакуацији рањеника, директно повезане једне с другим.